# Sarcophaga phoenicopterus
Sarcophaga phoenicopterus är en tvåvingeart som beskrevs av Bottcher 1913. Sarcophaga phoenicopterus ingår i släktet Sarcophaga och familjen köttflugor.
Artens utbredningsområde är Taiwan. Inga underarter finns listade i Catalogue of Life.